# Димитър Гогов
Димитър Гогов (на македонска литературна норма: Димитар Гогов) е поет и писател разказвач от Северна Македония.

## Биография
Роден е в 1936 година в сярското село Сякавец, Гърция (на гръцки Ливадохори). Работи като библиотекар Член е на Дружеството на писателите на Македония от 1993 година.

## Творчество
- Маратонци на кајче (песни за деца, 1980)
- Бело сонце (1985)
- Егејска рапсодија (1990)